# Go West (film, 2005)
Pour les articles homonymes, voir Go West.
Pour plus de détails, voir Fiche technique et Distribution.
Go West est un film de Bosnie-Herzégovine réalisé par Ahmed Imamović (sr), sorti en 2005.

## Synopsis
Kenan, un musicien bosnien, et Milan, un Serbe, vivent une relation homosexuelle secrète à Sarajevo. Quand la guerre éclate en Bosnie en 1992, ils tentent de fuir la ville. Pour échapper à l'enrôlement dans l'armée, Kenan se déguise en femme et Milan se fait passer pour son époux. Ensemble, ils vont dans le village de Milan dans l'est de la Bosnie, un bastion serbe. Ils continuent de faire croire qu'ils sont un couple hétérosexuel. Mais Milan est enrôlé dans l'armée et laisse Kenan au village. Ranka, une villageoise, découvre le secret de Kenan et le séduit.

## Fiche technique
- Réalisation : Ahmed Imamović (sr)
- Scénario et dialogues : Ahmed Imamović (sr) et Enver Puška
- Photographie : Mustafa Mustafić
- Montage : Andrija Zafranović et Mirsad Tabaković
- Costumes : Ljiljana Saković
- Langues : serbe, français
- Musique : Enes Bure Zlatar
- Producteur : Samir Smajić
- Distribution : Comprex
- Durée : 97 min
- Dates de sortie : 
  -  Bosnie-Herzégovine 20 août 2005 (Festival du film de Sarajevo)
  -  Canada 31 août 2005 (Festival international du film de Montréal)
  -  France 24 octobre 2005 (Festival du cinéma méditerranéen de Montpellier)

## Distribution
- Tarik Filipović : Milan
- Mario Drmać : Kenan
- Rade Šerbedžija : Ljubo
- Mirjana Karanović : Ranka
- Haris Burina : Lunjo
- Jeanne Moreau : la journaliste
- Nermin Tulić : le prêtre, Nemanja
- Almedin Leleta : Alen
- Almir Kurt : Drago
- Milan Pavlović : Milo
- Orijana Kunčić : Posilna

## Distinctions
- Festival international du film de Bratislava 2005 : nomination au Grand Prix[1]
- Festival international du film de Montréal 2005 : nomination au Grand Prix des Amériques[2]
- Festival du film Nuits noires de Tallinn 2005 : nomination au Grand Prix[3]